# Hypoxis cuanzensis
Hypoxis cuanzensis är en enhjärtbladig växtart som beskrevs av Friedrich Welwitsch och John Gilbert Baker. Hypoxis cuanzensis ingår i släktet Hypoxis och familjen Hypoxidaceae.
Artens utbredningsområde är Angola. Inga underarter finns listade i Catalogue of Life.